# فرهنگ مایو-چینچیپه

نقشه محدودهٔ سکونت این فرهنگ

مایو - چینچیپه - مارانیون (به اسپانیایی: Mayo-Chinchipe-Marañón) یک فرهنگ باستان‌شناسی است که بین ۵۵۰۰ تا ۱۷۰۰ سال پیش در حوضه رودخانه‌های چینچیپه، وایادولید (در پارک ملی پودوکارپوس) و مارانیون (در منطقه باوگوآ)، در جنوب شرقی اکوادور و شمال پرو وجود داشت، و نام فرهنگ کشف شده در آنجا را از هر سه رودخانه حوالی آن برگزیدند.

## تاریخچه
از مکان‌های فرهنگ مایو چینچیپه - مارانیون، سانتا آنا-لا فلوریدا (اکوادور) و مونته گرانده (پرو) هستند که در آن مراکز تشریفاتی یافت شده. در پالاندا، در اکوادور، مقبره‌ای با مصنوعات سنگی و سرامیکی، و همچنین کاکائو و اسپوندیلوس پیدا شد. در سان ایسیدرو، در پرو، سرامیک‌هایی با شمایل نگاری چاوین یافت شد که از نظریه جولیو سی تلو در مورد منشأ تمدن‌های آند حمایت می‌کرد.

این فرهنگ با «معماری مارپیچی» در معابد و ساخت تپه‌ها برای ساختمان‌ها مشخص می‌شود. همچنین پرورش طیف گسترده‌ای از غذاها مانند ذرت، کاساوا، سیب زمینی شیرین، لوبیا، فلفل قرمز و کاکائو را برجسته می‌کند. به همین ترتیب، شیوه‌های اجدادی مانند جویدن کوکا و شمنیسم در جوامع آن مشهود است. این تمدن پیشین دارای یک سیستم اجتماعی با اشکال "ریاست جمهوری" بود. یافته‌های صدف‌های گونه‌های «استرومبوس» و «اسپوندیلوس» نشان می‌دهد که ارتباط تبادلی با آند و سواحل اقیانوس آرام را حفظ کرده است. اعتقاد بر این است که این فرهنگ گیاهان را با فرهنگ‌های ساحلی مانند والدیبیا مبادله می‌کردند.

کاوش ها و یافته های باستان شناسی
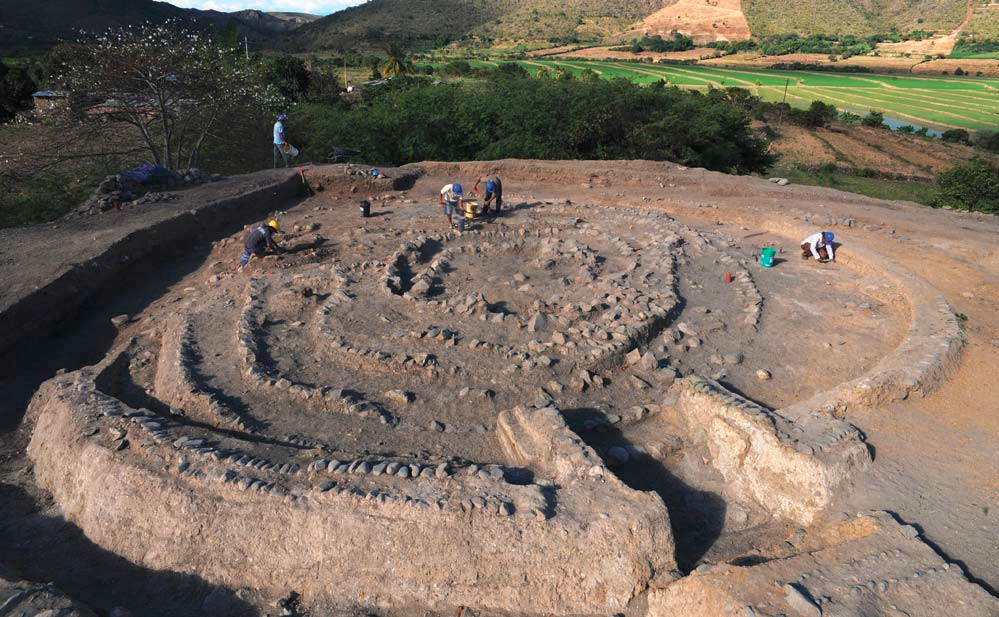
مونته گرانده، استان خائن ، بخش کاخامارکا ، شمال پرو.
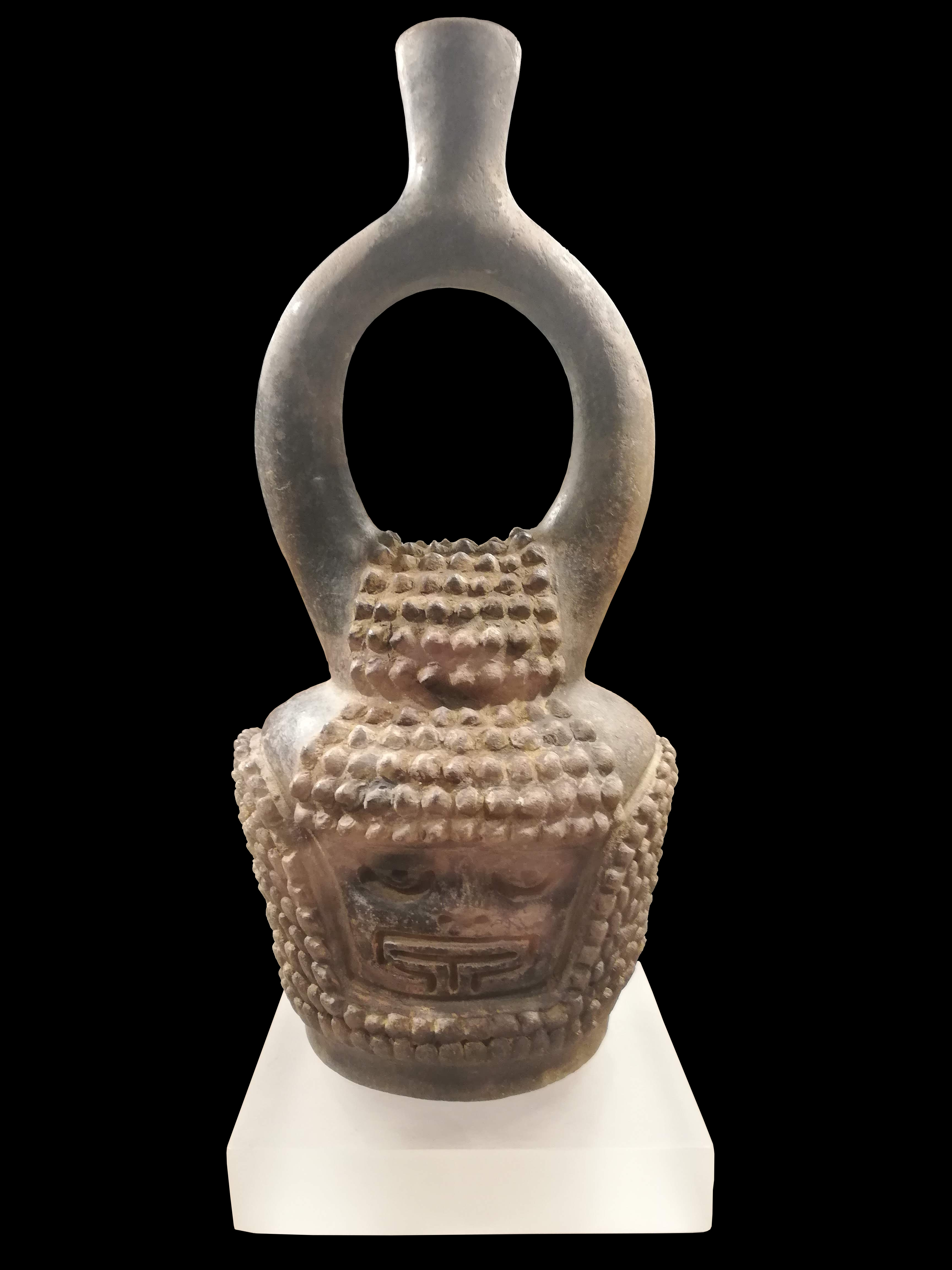
بطری یافت شده در موزه ملی اکوادور در کیتو .
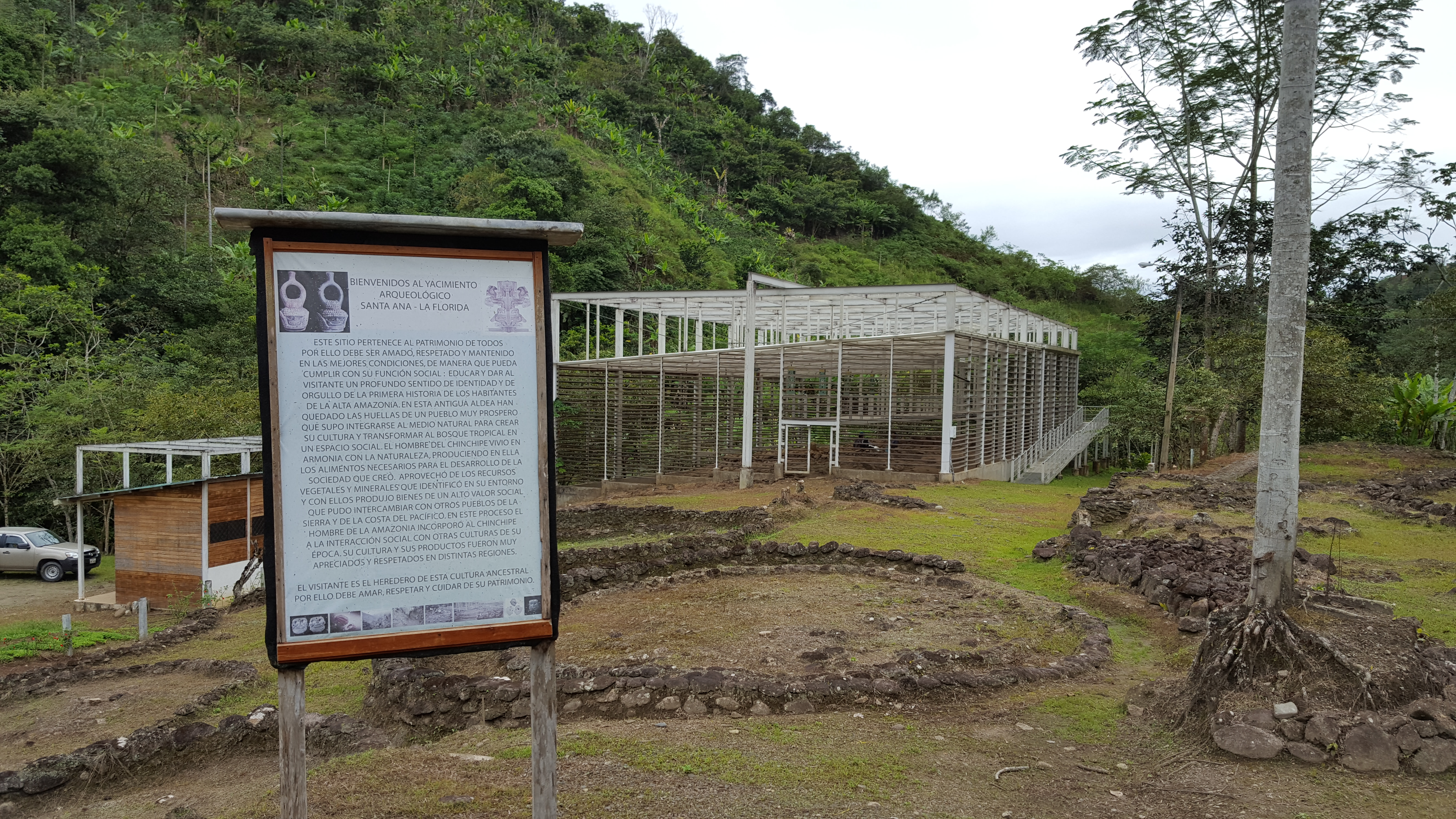
سایت باستانی سانتا آنا - لا فلوریدا ، در کانتون پالاندا ، استان زامورا چینچیپ، در جنوب شرقی اکوادور.